# 凡人皆狼
凡人皆狼（拉丁語：Homo homini lupus est）是一个拉丁语短语，指人在自然状态下具有和狼类似的行为。在这一用法中，狼被认为具有掠夺成性、残忍和不人道的特质，即与动物类似的不文明特征。英国哲学家、政治学家托马斯·霍布斯在其著作中《论公民》引用了这一说法。